# 湳雅 (新竹市)
湳雅，是台灣新竹市北區的一個傳統地域名稱，位於該區東北部。相較於今日行政區，其範圍大致包括金華里、光華里、湳雅里、湳中里、金雅里、金竹里、舊社里不含東部。

## 歷史
台灣清治末期至日治前期，湳雅地區為一街庄，稱為「湳雅庄」，隸屬於竹北一堡。該庄北隔頭前溪主流河道及沙洲與新庄子庄為界，東北隔頭前溪主流河道與溪州庄、斗崙庄為界，東與溪埔仔庄為鄰，南邊為水田庄，西南邊樹林頭庄，西北邊為苦苓腳庄。
1901年（日治明治三十四年）11月，全台廢縣廳改設二十廳，該庄隸屬於新竹廳。1909年（明治四十二年）10月，合併二十廳為十二廳，該庄隸屬不變。1920年（大正九年），廢十二廳改設五州二廳，該庄改制為「湳雅」大字，隸屬於新竹州新竹郡新竹街。1930年新竹街升格為新竹市，本地區仍屬之。
戰後新竹市改制為省轄市，大字亦改制為里。1950年新竹縣市合併後拆分為桃、竹、苗三縣，新竹市縮減轄區並降為新竹縣縣轄市，本地區仍屬之。1982年7月，新竹市再度升格為省轄市。因人口增加，本地區已拆分為多個里。

## 交通
省道台68線即「東西向快速公路－南寮竹東線」，大致以西北—東南走向經過湳雅地區北部的頭前溪南岸地帶，在本地區設有新竹一交流道以連結「武陵南北快速道路」（武陵路）。「武陵南北快速道路」大致以東北—西南走向向樹林頭地區延伸，在本地區的進出匝道位於武陵路196巷口東北側，由此可快速進入省道台68線以前往頭前溪下游南岸各地，亦可在芎林交流道下平面道路，再前往國道3號。

## 學校
- 新竹市立光華國民中學
- 舊社國小

## 景點
- 張氏節孝坊
- 蘇氏節孝坊